# Jan Małyszko
Jan Małyszko (ur. 2 stycznia 1936 w Sokołowie Podlaskim, zm. 7 lipca 2015) – polski chemik, doktor habilitowany nauk chemicznych.

## Życiorys
W czasie wojny uczył się na tajnych kompletach, od 1949 był uczniem liceum ogólnokształcącego w Sokołowie Podlaskim, w którym w 1953 zdał egzaminy maturalne. W 1958 ukończył studia chemiczne na Uniwersytecie Warszawskim, broniąc pracę magisterską w Katedrze Chemii Nieorganicznej (jego opiekunem naukowym został prof. Wiktor Kemula). W 1966 doktoryzował się na uczelni macierzystej na podstawie rozprawy zatytułowanej Badanie mechanizmu procesów elektrodowych cynku na elektrodzie rtęciowej. Stropień naukowy doktora habilitowanego uzyskał w 1978 na Wydziale Matematyki, Fizyki i Chemii Uniwersytetu Marii Curie-Skłodowskiej w Lublinie w oparciu o pracę pt. Mechanizm elektroredukcji jonów Cu(II) z uwzględnieniem stadiów przejściowych.
Od 1958 pracował na Uniwersytecie Warszawskim, początkowo na stanowisku asystenta, a później starszego asystenta. Po uzyskaniu stopnia doktora awansował na stanowisko adiunkta w Katedrze Chemii Nieorganicznej, a następnie w Pracowni Elektroanalizy Chemicznej. W 1974 przeszedł do pracy i objął stanowisko docenta kontraktowego w Wyższej Szkole Pedagogicznej w Siedlcach, przekształconej trzy lata później w Wyższą Szkołę Rolniczo-Pedagogiczną. W siedleckiej uczelni został kierownikiem Zakładu Chemii Analitycznej i stworzył pierwszy zespół naukowy. W latach 1980–2006 pracował na Akademii Świętokrzyskiej im. Jana Kochanowskiego w Kielcach (do 2000 noszącej nazwę Wyższa Szkoła Pedagogiczna w Kielcach). Na uczelni tej przez 26 lat kierował Zakładem Chemii Analitycznej. W latach 1981–1987 był wicedyrektorem do spraw naukowych Instytutu Chemii na Wydziale Matematyczno-Przyrodniczym, a w latach 1994–1997 sprawował funkcję dyrektora tego instytutu. Na emeryturę przeszedł w 2006.
Specjalizował się w chemii analitycznej, elektrochemii i elektroanalizie chemicznej. Opublikował ok. 100 prac w czasopismach międzynarodowych i krajowych. Był współautorem wydanego w 1979 podręcznika Elektroanalityczne metody wyznaczania stałych fizykochemicznych (pod redakcją Zbigniewa Galusa). Był promotorem ok. 70 prac magisterskich i 16 dyplomowych, recenzował dziewięć rozpraw doktorskich i jedną pracę habilitacyjną. Przez wiele lat należał do Zespołu Elektroanalizy Komitetu Chemii Analitycznej Polskiej Akademii Nauk.
Odznaczony był Krzyżem Kawalerskim Orderu Odrodzenia Polski, Złotym i Srebrnym Krzyżem Zasługi.